# Krynica (Puchacze)
Krynica – dawniej futor. Obecnie część Puchaczy na Białorusi, w obwodzie mińskim, w rejonie wołożyńskim, w sielsowiecie Raków.

## Historia
W czasach zaborów zaścianek w gminie Raków, w powiecie mińskim, w guberni mińskiej Imperium Rosyjskiego.
W latach 1921–1945 zaścianek a następnie futor leżał w Polsce, w województwie wileńskim, w powiecie stołpeckim, a od 1927 w powiecie mołodeckim, w gminie Raków.
Według Powszechnego Spisu Ludności z 1921 roku zamieszkiwało tu 6 osób, 1 była wyznania rzymskokatolickiego a 5 prawosławnego. Jednocześnie wszyscy mieszkańcy zadeklarowali polską przynależność narodową. Był tu 1 budynek mieszkalny. W 1931 w 2 domach zamieszkiwało 12 osób.
Wierni należeli do parafii rzymskokatolickiej i prawosławnej w Dubrowie. Miejscowość podlegała pod Sąd Grodzki w Rakowie i Okręgowy w Wilnie; właściwy urząd pocztowy mieścił się w Rakowie.